# Меддісон Кіні
Меддісон Кіні (англ. Maddison Keeney; нар. 23 травня 1996, Новий Південний Уельс, Австралія) — австралійська стрибунка у воду, бронзова призерка Олімпійських ігор 2016 року, чемпіонка світу.

## Виступи на Олімпіадах
| Олімпіада | Дисципліна                                | Місце |
| --------- | ----------------------------------------- | ----- |
| Ріо 2016  | стрибки з 3-метрового трампліна           | 5     |
| Ріо 2016  | синхронні стрибки з 3-метрового трампліна | 3     |